# Habitatge mòbil

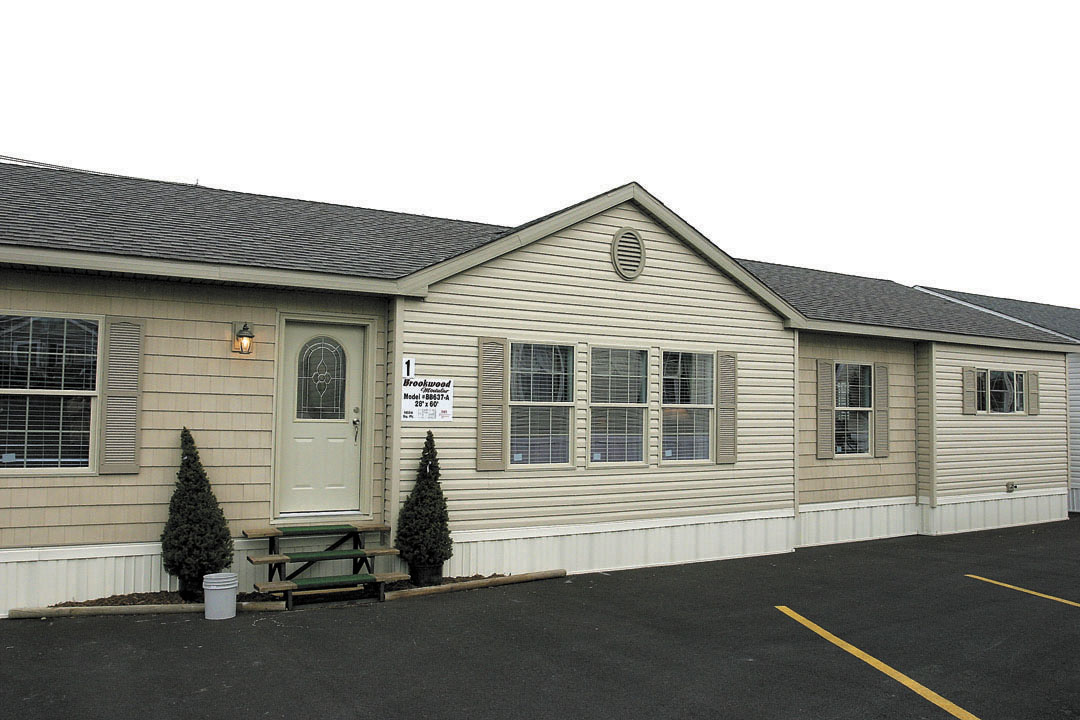
Exemple comú d'un habitatge mòbil als EUA: 28x60 peus

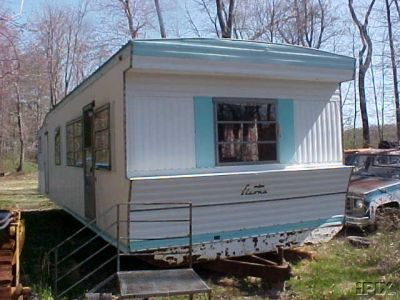
Típic habitatge mòbil de finals dels 1960s, principis dels 70s: 12x60 peus

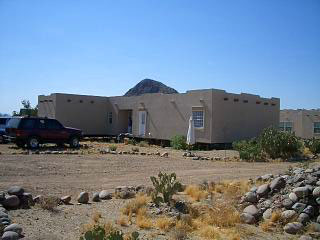
Un habitatge triple wide, dissenyat per semblar una casa de tova

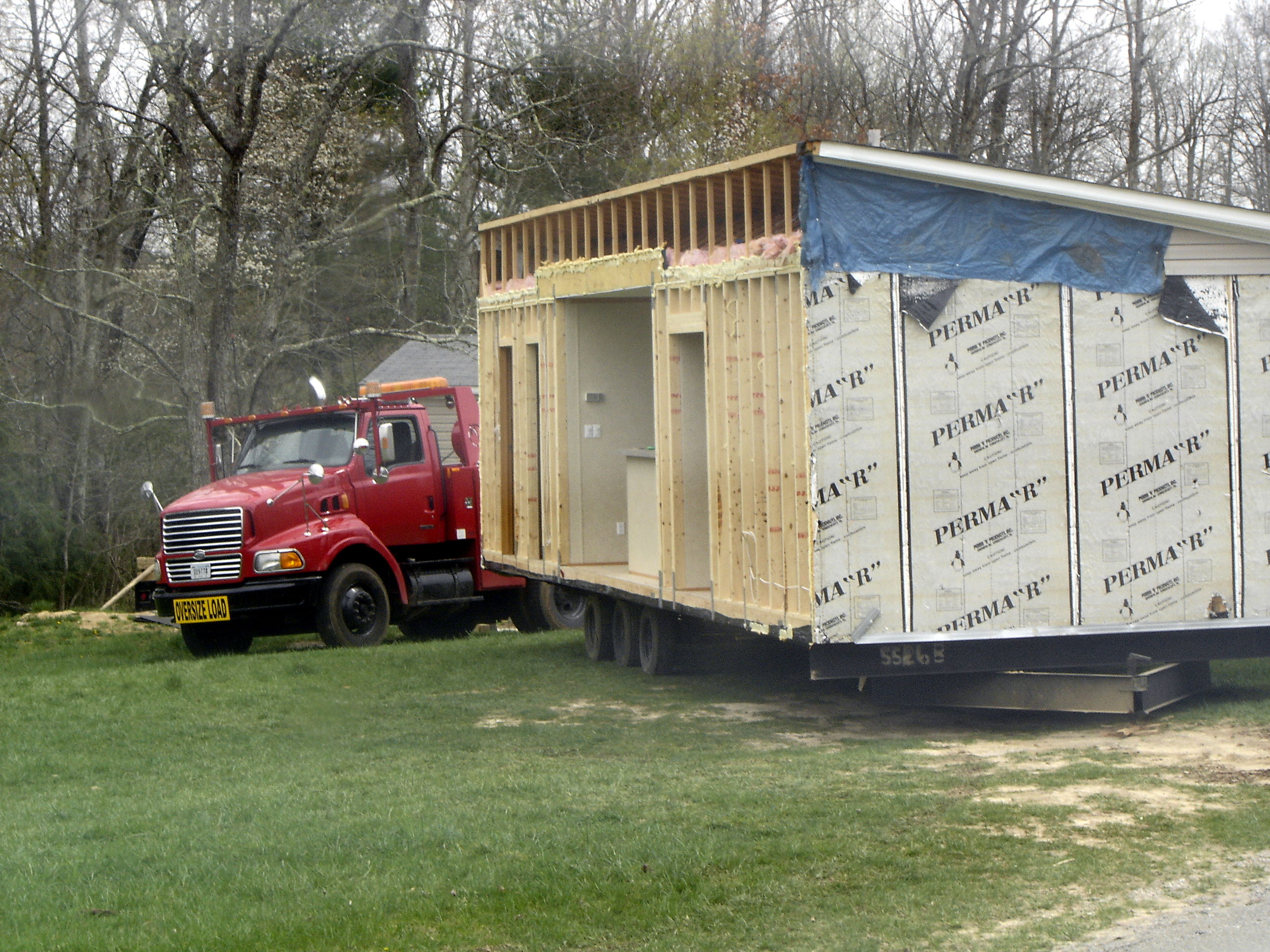
Habitatge mòbil preparat per al transport

Els habitatges mòbils (també anomenats en anglès, mobile homes, trailers o house trailers) són cases prefabricades construïdes en fàbriques —i no en el lloc de destinació— i després transportades al lloc on es van a establir.
Construïdes normalment sobre xassís permanents amb rodes es transporten sent tirades per un camió tractor per carretera fins al lloc on s'estableixen de forma permanent. Els habitatges mòbils comparteixen els mateixos orígens històrics que les caravanes, però avui dia ambdues són molt diferents en grandària i equipament, utilitzant-se les últimes com a casa de vacances o temporal, mentre els habitatges mòbils són autèntiques cases; se situen en un lloc i romanen allí encara que mantenen la capacitat de ser transportades íntegrament a un altre lloc si és necessari. Després de la cosmètica de la instal·lació per ocultar la base, hi ha marcs per a remolcs, eixos, rodes i ganxos d'arrossegament.

## Grandàries més comunes
Els habitatges mòbils solen construir-se generalment en dues grandàries: ample normal (single-wide) i ample doble (double-wide). Les d'ample normal mesuren 5,5 metres o menys d'ample i 27 metres o menys de llarg i poden ser transportades com a unitat. Les d'ample doble mesuren uns sis metres d'ample o més per 27 metres de llarg o més i han de transportar-se en dues unitats separades que s'uneixen en el lloc d'assentament. Existeixen unes terceres anomenades triple wide i fins i tot majors, encara que no són comunes.
Mentre les cases construïdes en el lloc, rarament es mouen, les persones propietàries d'habitatges mòbils d'ample normal solen llogar-les per ajudar en la compra d'un habitatge nou. Aquestes cases "usades" són al seu torn més tard revenudes a nous propietaris. El fet d'utilitzar com a lloguer les d'ample normal és a causa que es transporten més fàcilment que les dobles, la qual cosa facilita el seu lloguer.

## Galeria d'imatges

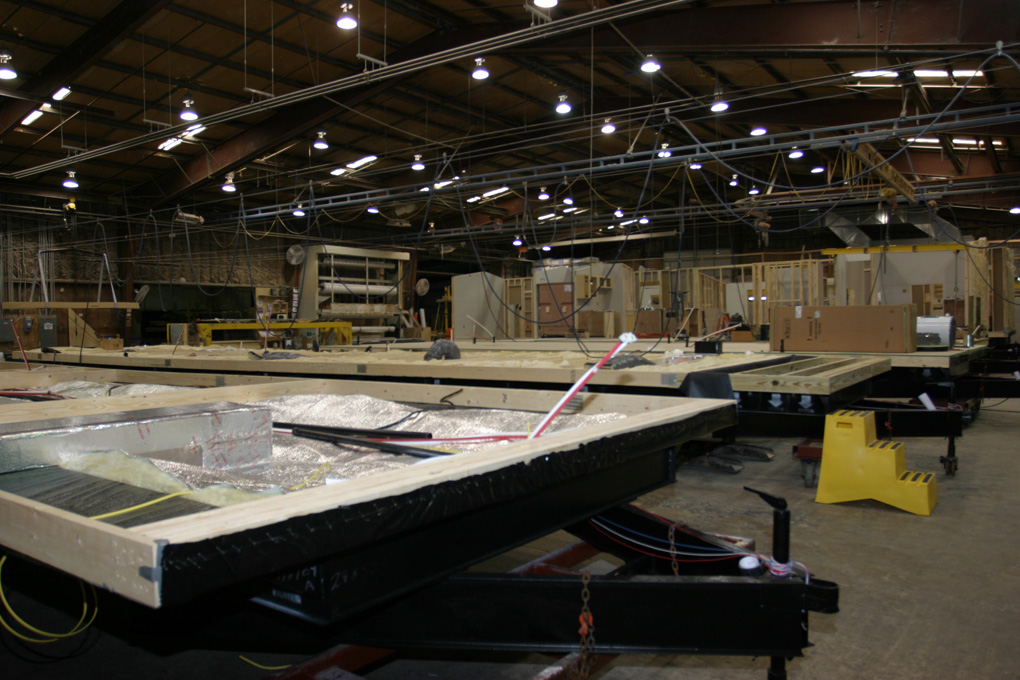
La construcció comença amb un marc
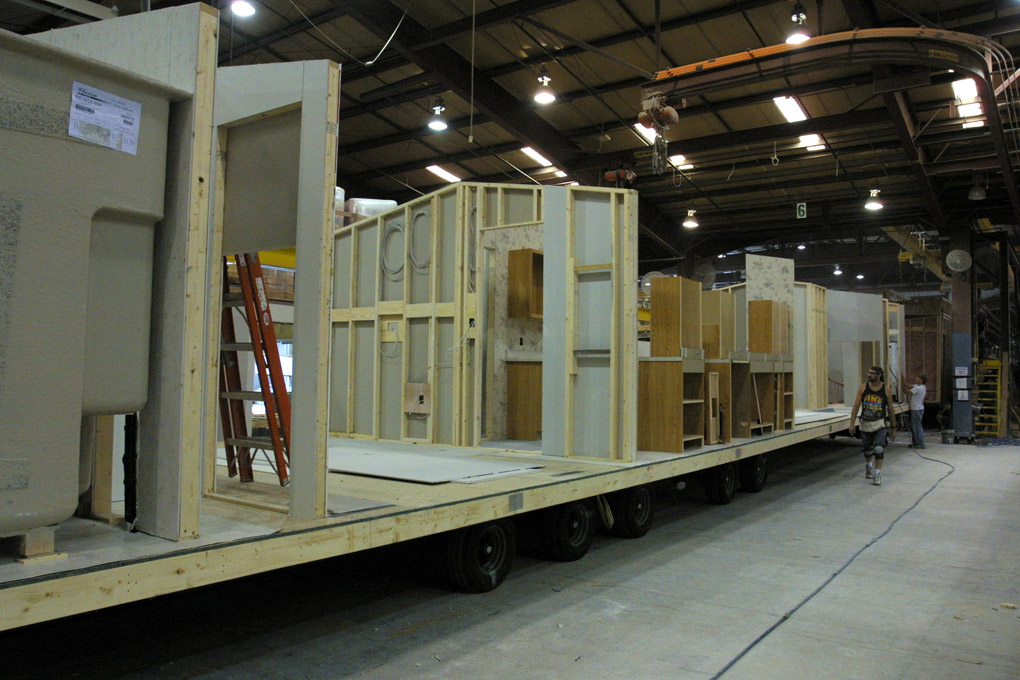
Assemblatge de les parets interiors
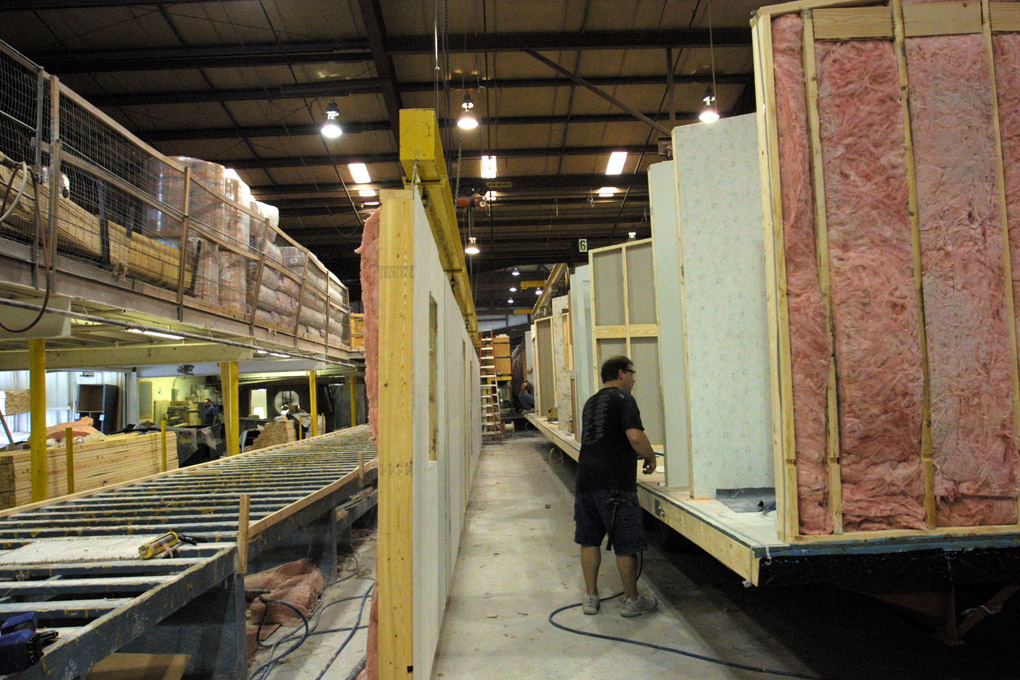
L'assemblatge de les parets exteriors es fa en el lloc d'assentament
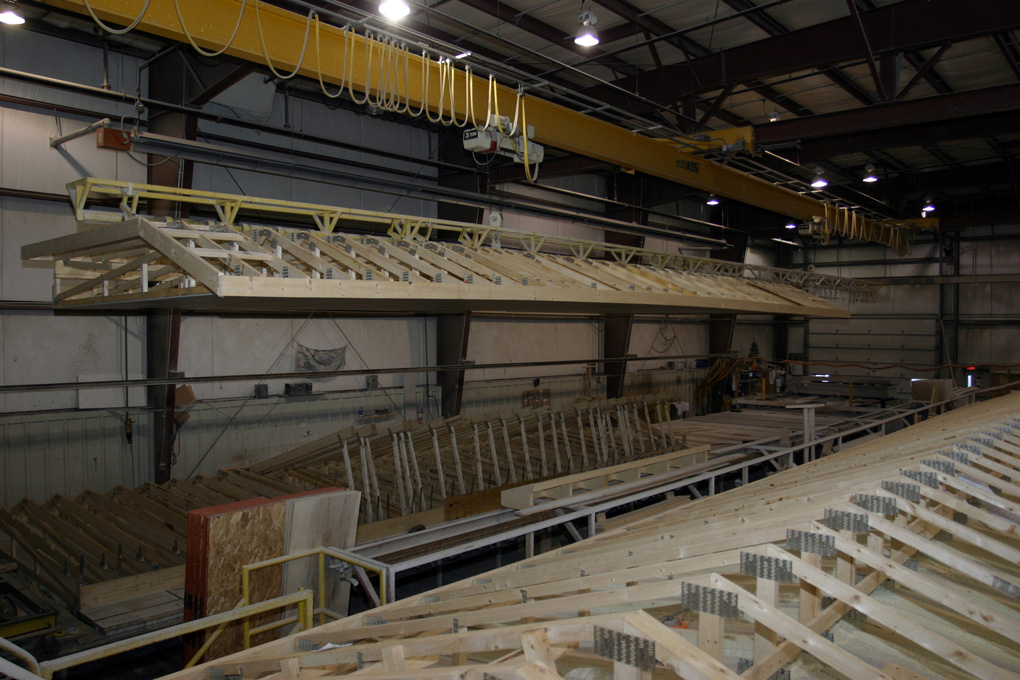
Assemblatge de la teulada
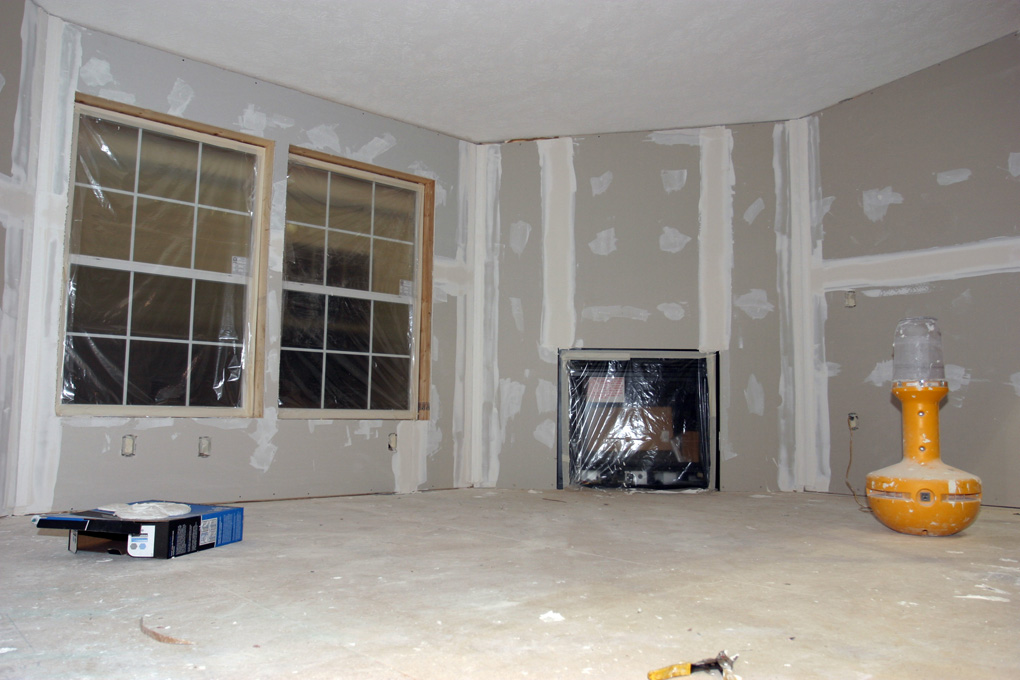
Panells
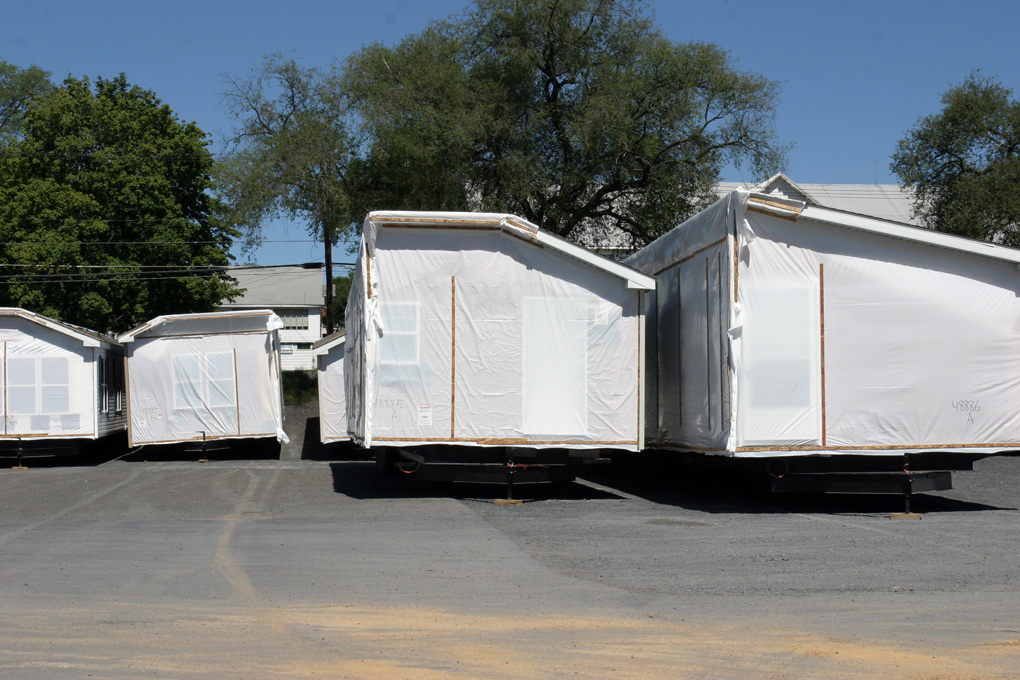
Preparades per a l'enviament